# Khamis al-Owairan
Khamis al-Owairan al-Dossari (en arabe خميس العويران), né le 8 septembre 1973 à Riyad (Arabie saoudite) et mort le 7 janvier 2020 en Arabie saoudite[réf. nécessaire], était un footballeur saoudien.

## Carrière
Al-Dossari a joué pour l'équipe nationale de football d'Arabie saoudite et a participé à la Coupe du monde de football 1998 et 2002 ainsi qu'aux Jeux olympiques d'été de 1996.
Il a joué la majeure partie de sa carrière pour Al-Hilal et Al Ittihad.